# Donaldson and Meier
Donaldson and Meier fue un estudio de arquitectura con sede en Detroit. Fundada en 1880 por John M. Donaldson (1854-1941) y Henry J. Meier (1858-1917), la empresa produjo un gran y variado número de encargos en Detroit y el sureste de Míchigan. Donaldson, el diseñador principal de la asociación desde el punto de vista del diseño, nació en Stirling, Escocia y emigró a Detroit a una edad temprana. Regresó a Europa donde estudió en la Academia de Arte de Múnich, Alemania, y en la École des Beaux-Arts de París, Francia.

## Historia
Los primeros diseños de la firma, como la Iglesia Unitaria Universalista en Ann Arbor, eran frecuentemente de estilo románico richardsoniano. Algunas obras de este periodo son la Primera Iglesia Unitaria de Detroit (1889-1890), la Casa de Julius T. Melchers (1897) y el Union Trust Building (hacia 1897).
En sus obras del siglo XX predominan los diseños neoclásicos y neorrenacentistas, como en el Penobscot Building (1905), el Savoyard Centre, (1914) y la Iglesia del Santísimo Redentor (1921).
Como ocurre con muchas otras empresas de arquitectura cuya longevidad dura más que el estilo de la época, su producción cambió con los tiempos. Sus últimos edificios, como el David Stott Building, eran del género art déco. Tras la muerte de Meier el 25 de enero de 1917, su hijo Harry W. Meier continuó trabajando en sociedad con J.M. Donaldson hasta 1937.
Como la mayoría de los arquitectos prominentes en Detroit durante las décadas de 1920 y 1930, Donaldson y Meier emplearon al escultor Lee Lawrie para producir un panel para Beaumont Tower y contrataron a Corrado Parducci para crear esculturas para muchos de sus otros edificios.

## Obras escogidas
La siguiente es una lista con las principles obras de Donaldson and Meier:
- Casa Campbell Symington (ca.1880)
- Iglesia Unitaria Universalista (1881-1882), Ann Arbor
- Alpha Delta Phi "Casa de piedra" (1883), Ann Arbor
- Iglesia de San Vicente de Paul (1885), Pontiac
- Primera Iglesia Unitaria de Detroit (1889-1890; quemado, 2014)[5]
- Iglesia de Santa Isabel (1892)
- Iglesia de San Juan Bautista (1892)
- Casa de Julius T. Melchers (1897)
- Union Trust Building (hacia 1897)
- Iglesia de San Bernardo de Clairvaux (n.d.)
- Woodward Arcade Building (1901)
- Laboratorio de Investigación Parke-Davis (1902)
- Iglesia de San Antonio (1902)
- Primer Penobscot Building (1905)
- Iglesia de la Anunciación/Iglesia de Nuestra Señora de los Dolores (hacia 1906) YMCA Building (1907)
- Dental Building (1909), Universidad de Míchigan
- Ann Arbor Alumni Hall (Museo de Arte de la Universidad de Míchigan) (1910), Ann Arbor
- Savoyard Centre, (1914)
- Escuela y Convento de San David (ca. 1920)
- Iglesia del Santísimo Redentor (1921)
- Iglesia de Santa Inés (Mártires de Uganda) (1921)
- Iglesia de San Jacinto (1922)
- Seminario del Sagrado Corazón (1923)
- Chancery Building (1924)
- Iglesia de San Jacinto (1924)
- Iglesia de Santa Rita (1925) Holly
- The Bird House (1926), Zoológico de Detroit, Royal Oak
- Capilla de Santa Teresa, la Pequeña Flor (1926)
- Escuela intermedia Elizabeth Cleveland (1927) Torre Beaumont (1928)
- Universidad Estatal de Míchigan, East Lansing Escuela secundaria Cooley (1928)
- David Stott Building (1929)
- Iglesia de Santa Catalina de Siena (1929)
- Iglesia de San Luis (1930)
- Iglesia de San Mateo (1954)

## Galería

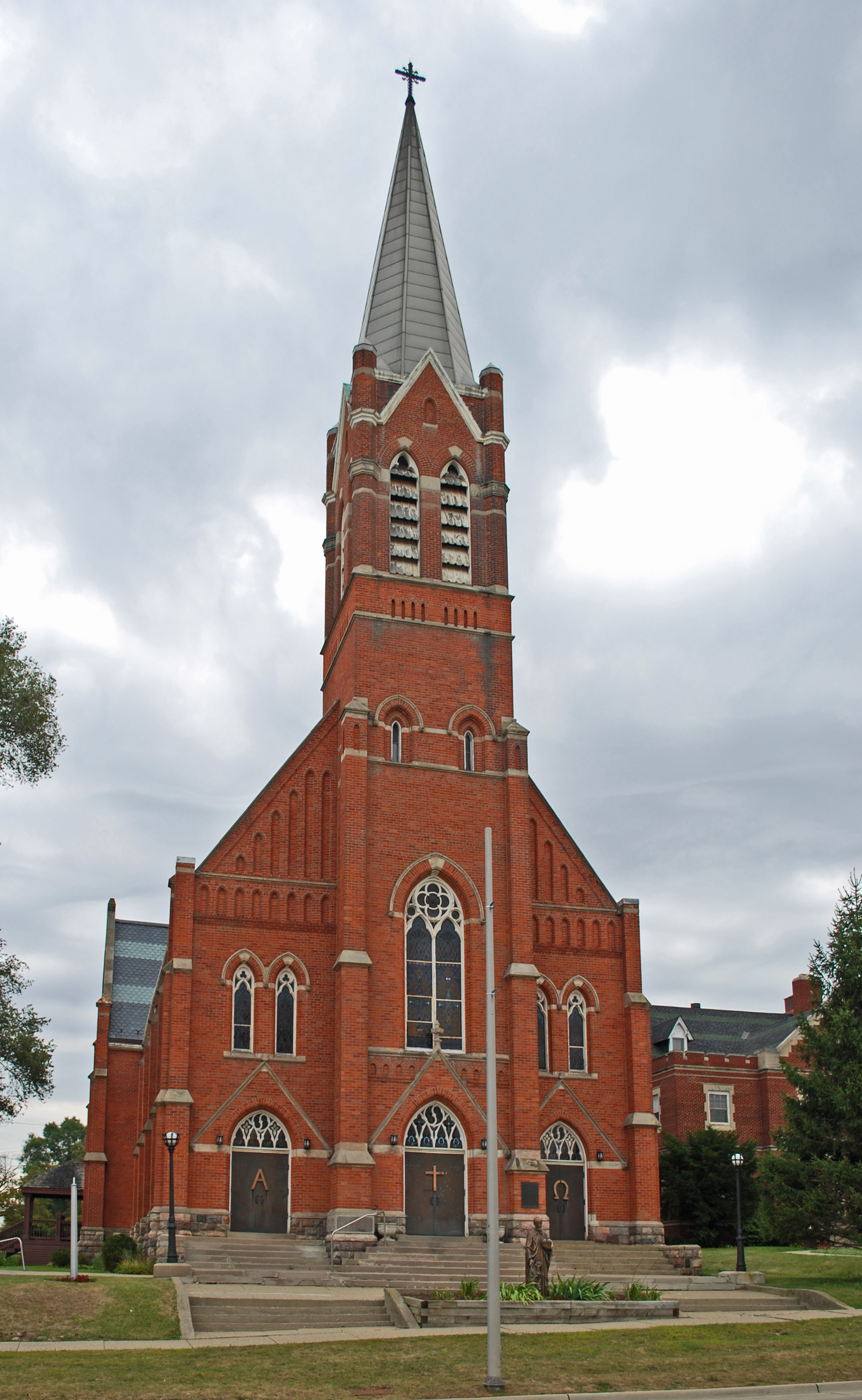
Iglesia de San Vicente de Paul
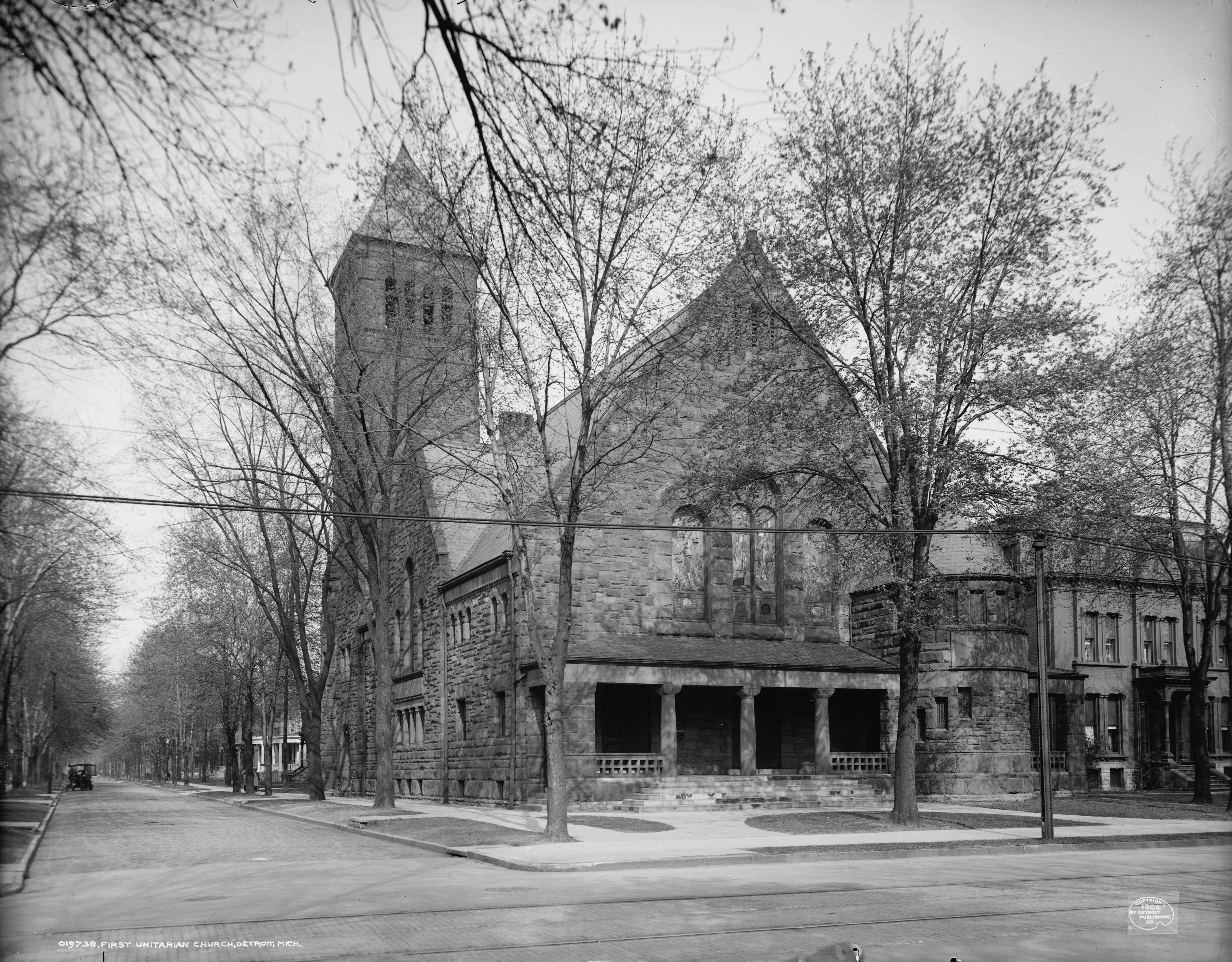
Primera Iglesia Unitaria de Detroit, c. 1906
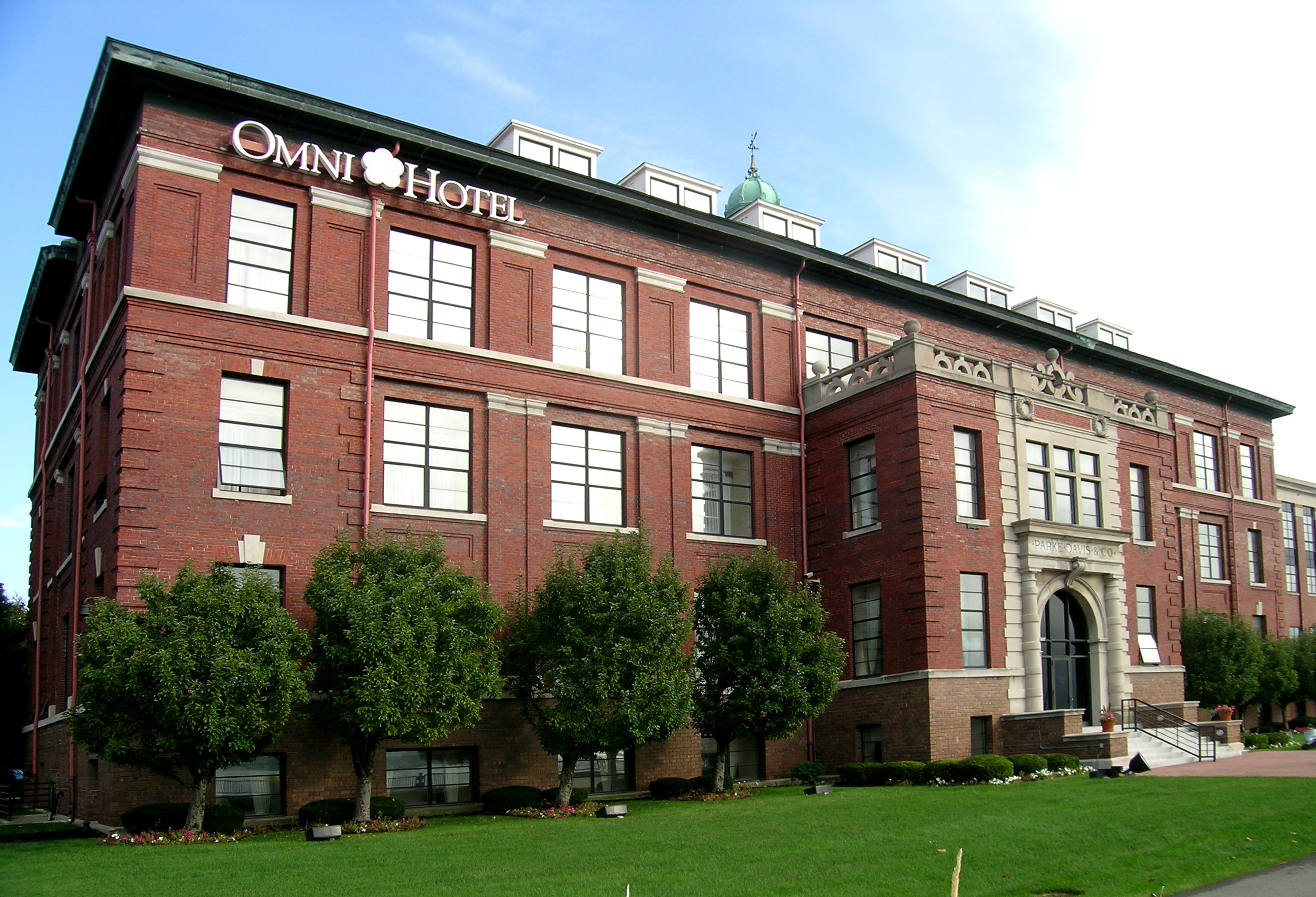
Laboratorio de investigación Parke-Davis
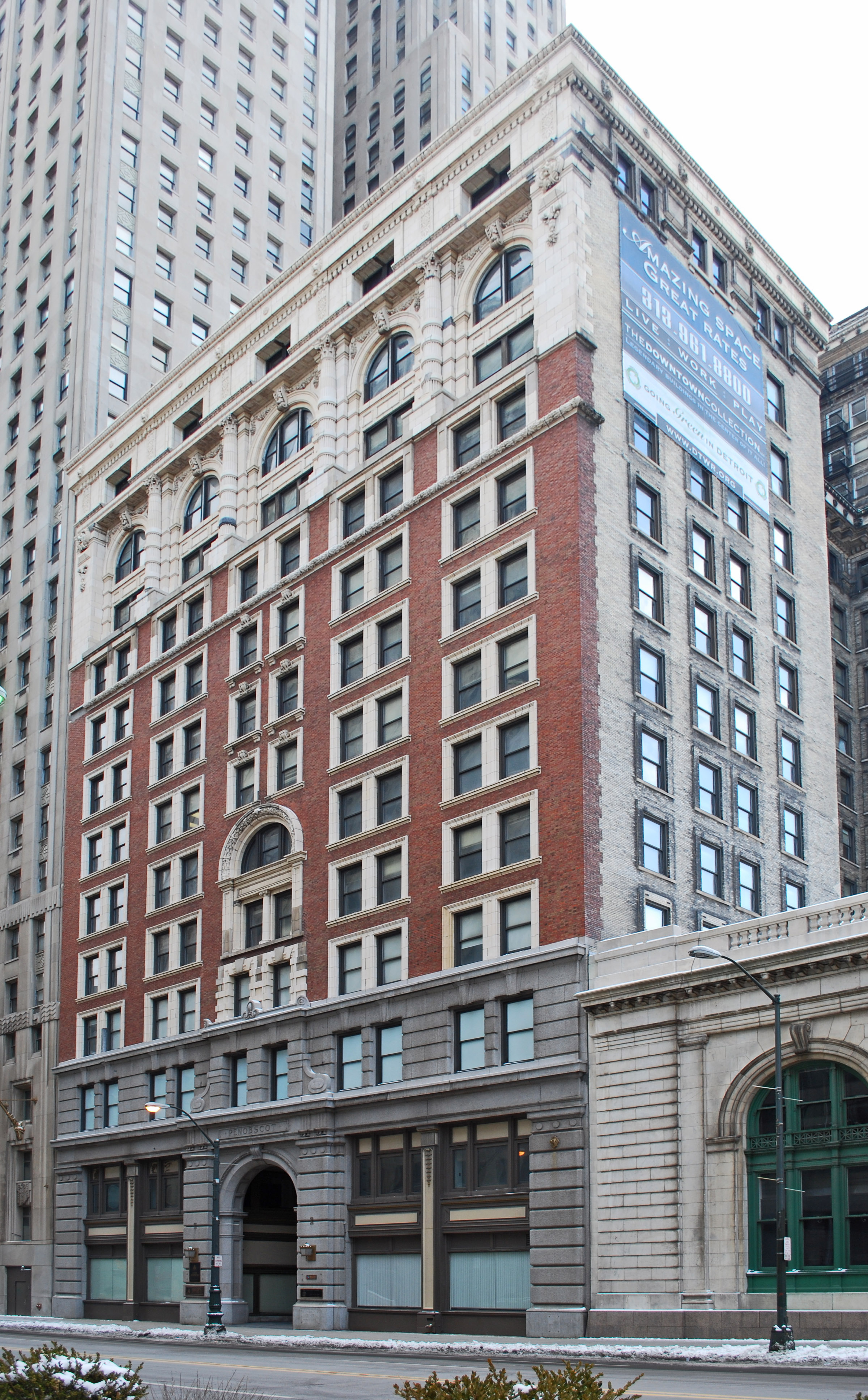
Penobscot Building de 1905
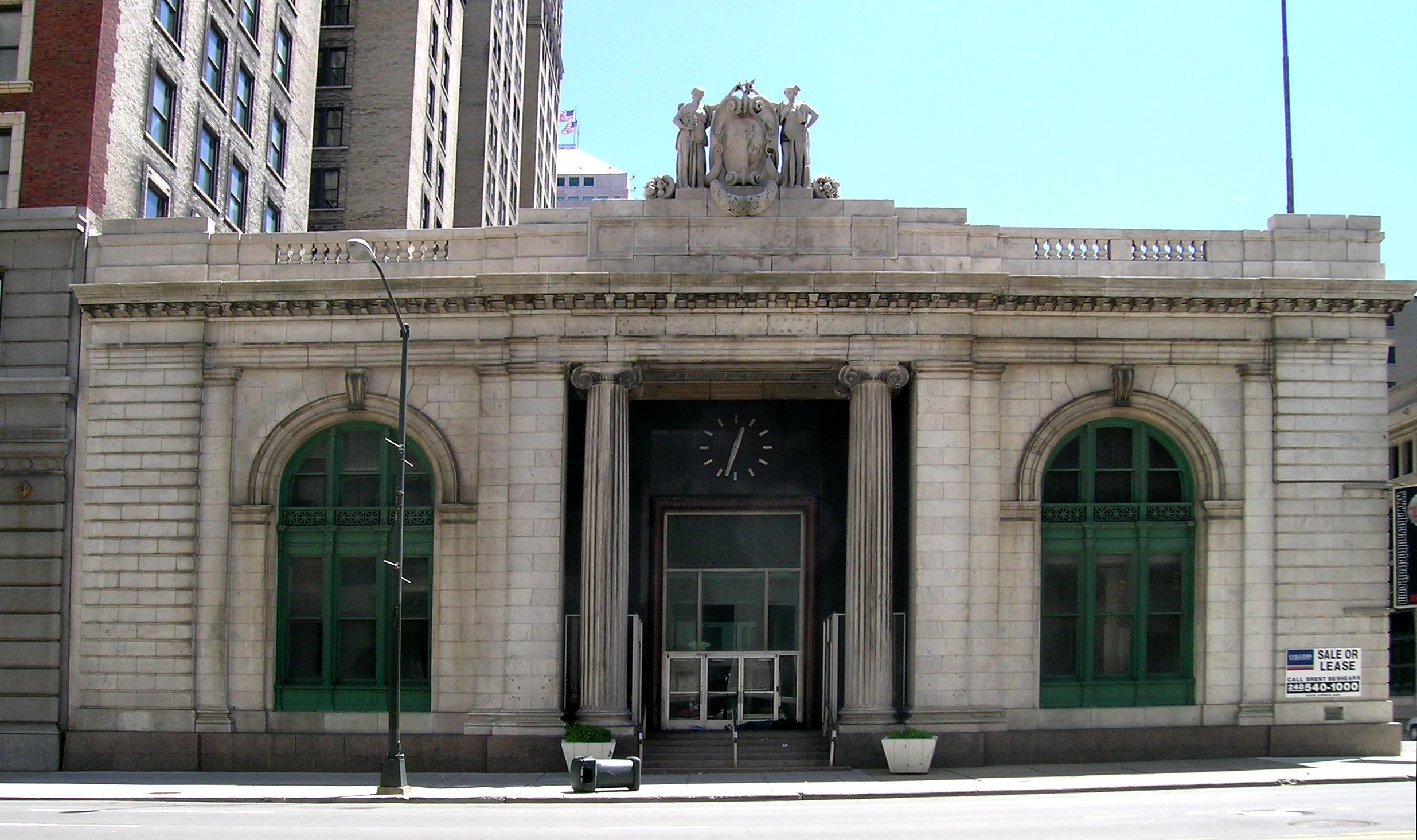
El Savoyard Centre
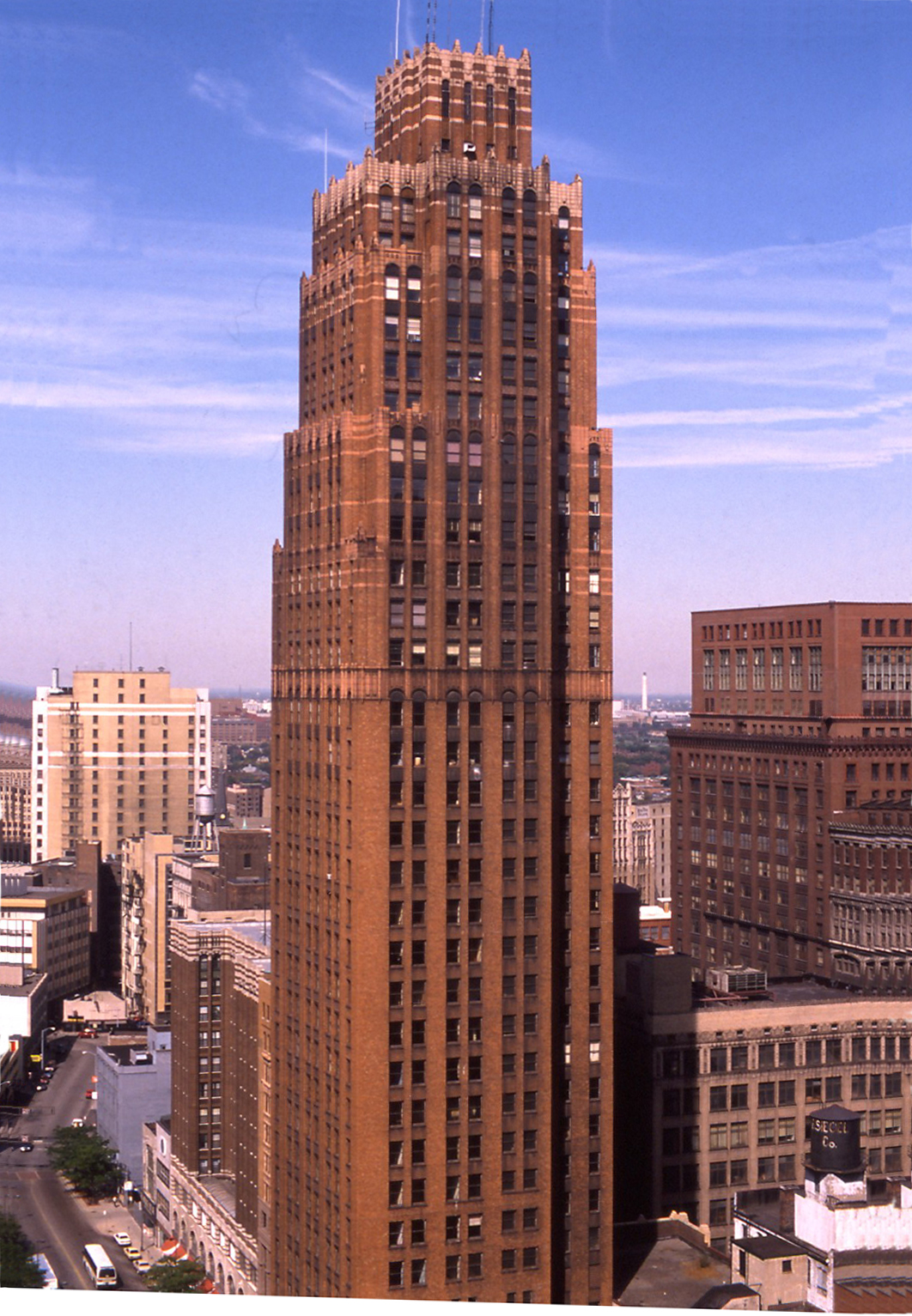
David Stott Building
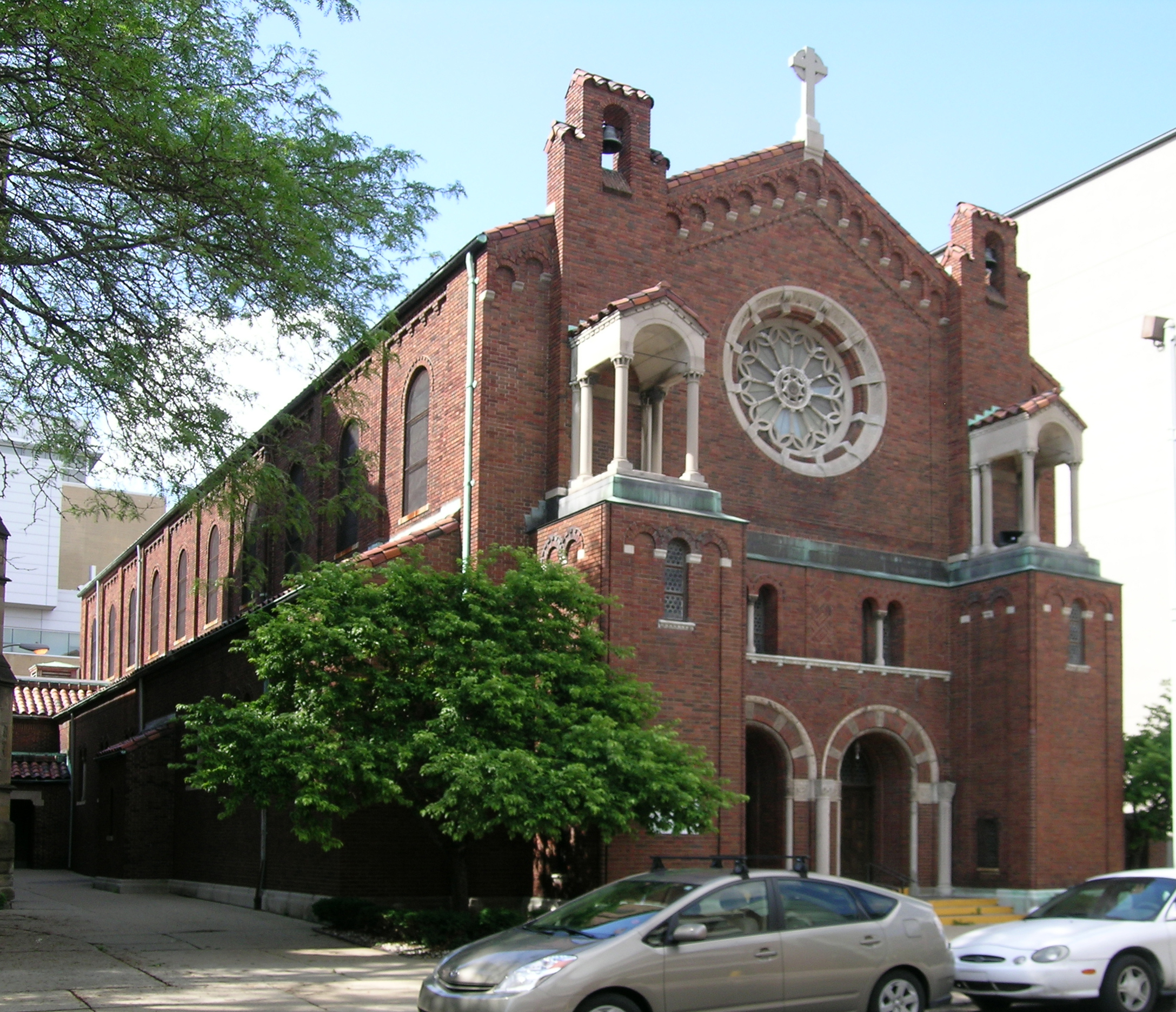
Capilla de Santa Teresa, la Pequeña Flor
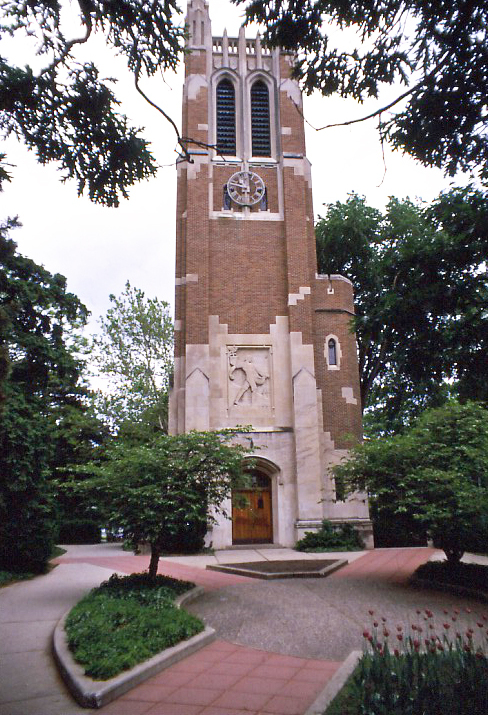
Beaumont Tower
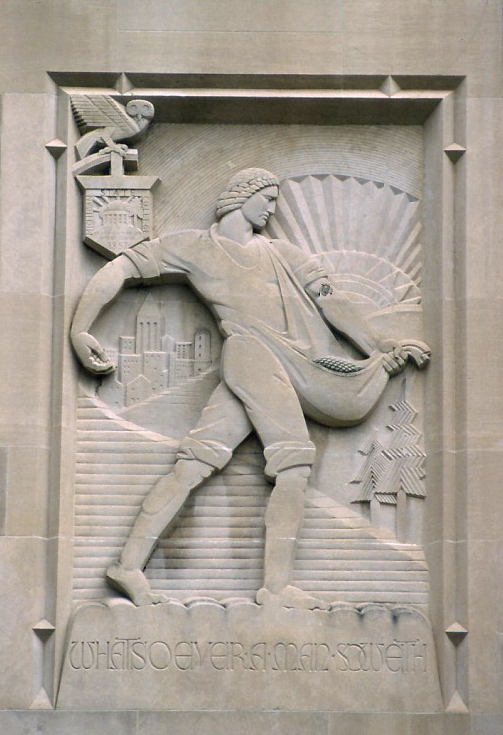
Relieve en la Beaumont Tower